# Torre de l'Ametlla de Casserres
La Torre de l'Ametlla de Casserres és un edifici de la Colònia Monegal, inclòs en l'Inventari del Patrimoni Arquitectònic Català.

## Història
Va ser construïda cap a finals del segle xix i fou abandonada el 1966, quan la fàbrica tancà les portes. A la dècada del 1970 fou adquirida per un particular, que la va restaurar novament com a habitatge. Com les altres torres de colònies tèxtils, no era la residència habitual dels amos, que vivien a Barcelona, sinó que era el lloc on s'instal·laven en els seves visites a la colònia, però era sobretot un símbol del seu estatus econòmic i social davant dels seus treballadors.

## Descripció
Construïda damunt la roca en una zona que domina tot l'espai de la colònia, s'inspira en els castells centreeuropeus, i respira una forta influència nòrdica, lluny de l'estil propi de la comarca. De planta quadrada als quatre vents, consta de planta baixa dos pisos, el segon dels quals és una mansarda sota una coberta de pissarra, on originàriament hi havia les habitacions del servei.
A la façana nord-oriental hi ha adossada una torre de planta circular i teulada cònica, que engloba l'escala de cargol. La façana principal està orientada a migdia, amb una gran porxada d'arcs de mig punt, i el parament és de pedra encoixinada deixat a la vista. El conjunt és tancat per un mur perimetral.